# Février 1796

## Événements
- Début de la rébellion du « Lotus blanc » dans les montagnes entre le Sichuan, le Shanxi et le Hubei (1796-1804)[1]. Cette société secrète compte de nombreux paysans que les corvées et dure exploitation imposée par les Qing poussent à la révolte.
- Combat de Bais.
- Combat de Bréal.
- Deuxième combat de Saint M'Hervé.

- 2 février : bataille d'Auverné.

- 8 février : nomination par la France d’un consul en Valachie chargé d’y propager les idées révolutionnaires[2].

- 9 février : début du règne de Jiaqing, empereur Qing de Chine après l'abdication de son père Qianlong (fin en 1820)[3].

- 15 février :
  - Capitulation de Colombo. Les Britanniques prennent Ceylan (Sri Lanka) aux Hollandais[4].
  - Combat de Cornillé.

- 16 février : les Britanniques s'emparent d'Amboine[4].

- 19 février :
  - Le gouverneur espagnol de Louisiane Francisco Luis Hector de Carondelet, interdit toute importation d'esclaves[5].
  - France : suppression des assignats.

- 20 février : Combat de Romazy-Rimou.

- 21 février : bataille de la Bégaudière.

- 26 février, France : fermeture des clubs.

- 28 février : bataille de La Chauvière.

## Naissances
- 3 février : Jean-Baptiste Madou, peintre, illustrateur, lithographe et aquafortiste belge († 3 avril 1877).
- 5 février : Johannes von Geissel, cardinal allemand, archevêque de Cologne († 8 septembre 1864).
- 7 février :
  - Adolphe Quetelet, scientifique belge († 17 février 1874).
  - Michael Thonet, dessinateur de meubles autrichien.
- 10 février : Henry de La Beche (mort en 1855), géologue britannique.
- 12 février : Gaspard-Michel Pagani (mort en 1855), mathématicien italien.
- 17 février : Philipp Franz von Siebold (mort en 1866), médecin et naturaliste bavarois.

## Décès
- 17 février : William Chambers, architecte britannique (1723-1796).